# Platja de l'Orzán
La platja de l'Orzán és una platja urbana de la ciutat de la Corunya, a Galícia. Compta amb la distinció de Bandera blava, com la seva continuació cap al sud-oest, la platja de Riazor.
Disposa de lavabos públics, dutxes, vigilància, aparcament, servei de salvament i accés per a minusvàlids. Està prohibida l'entrada amb animals.
És habitual la práctica de surf i bodyboard quan les condicions meteorològiques són adequades: marea baixa i vent del sud-est. Se celebren diversos campionats durant l'any, com una prova del circuit gallec de surf.
Les línies de bus urbà que arriben a la platja de l'Orzán són la 3A i la 11.